# 沃普瓦松
沃普瓦松（法語：Vaupoisson，法語發音：[vopwasɔ̃]）是法国奥布省的一个市镇，属于特鲁瓦区。

## 地理
沃普瓦松（48°31'1"N, 4°14'7"E）面积10.79 平方千米，位于法国大東部大區奥布省，该省份为法国中北部省份，北起马恩省，西接塞纳-马恩省，西南至约讷省，东南至科多尔省，东临上马恩省。
与沃普瓦松接壤的市镇（或旧市镇、城区）包括：伊勒欧比尼、梅尼勒拉孔泰斯、奥尔蒂永、奥布河畔圣纳博尔、圣雷米苏巴尔比伊斯、维内特、武埃。

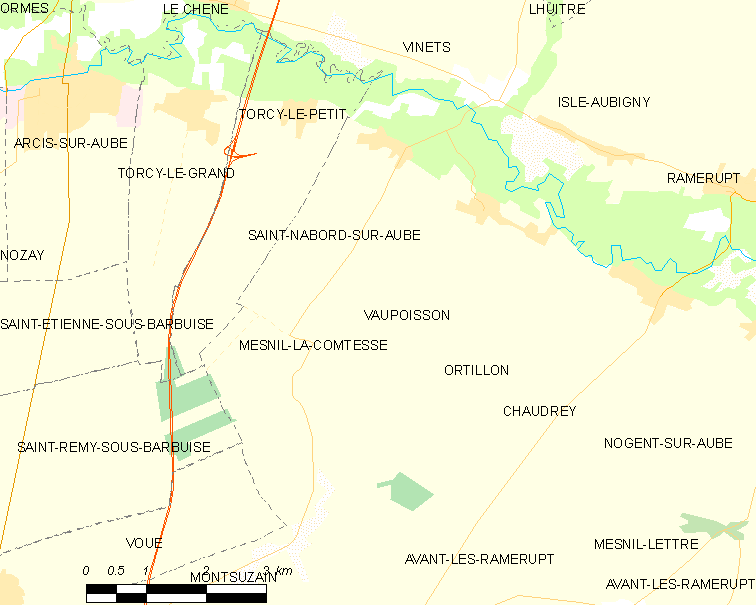
沃普瓦松的OSM定位图

沃普瓦松的时区为UTC+01:00、UTC+02:00（夏令时）。

## 行政
沃普瓦松的邮政编码为10700，INSEE市镇编码为10400。

## 政治
沃普瓦松所属的省级选区为奥布河畔阿尔西县。

## 人口

1962-2008年间沃普瓦松人口变化图示

沃普瓦松于2022年1月1日时的人口数量为127人。